# Екологічний борг

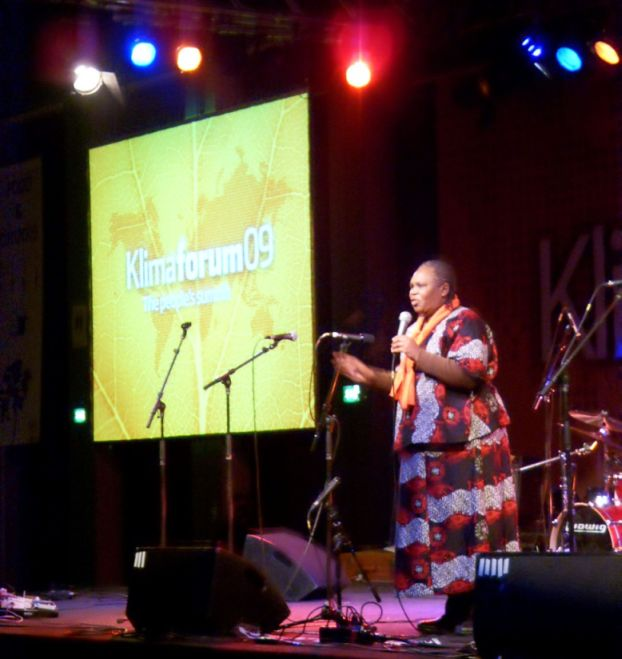
Виступ глобальної активістки з правосуддя (Кенійська мережа допомоги боргу) на церемонії закриття Klimaforum09 - Народний кліматичний саміт у Копенгагені у грудні 2009 року.

Екологічний борг відноситься до накопиченого боргу багатих країн (з визначеної дати в минулому до теперішнього часу) за те, що розграбували бідніші країни шляхом експлуатації їхніх ресурсів, деградації їхнього природного середовища проживання, жебрацтва місцевого населення та / або вільного зайняття екологічного простору відходами.  Визначення змінювалося протягом багатьох років, і деякі вчені зробили спробу більшої специфікації концепції. 
У рамках визначення екологічного боргу розуміються два типи аспектів:  
1. екологічний збиток, завданий з часом країною в одній чи інших країнах, або екосистемах, що виходять за межі національної юрисдикції, через структуру виробництва та споживання;
2. експлуатація або використання екосистем країною за рахунок справедливих прав на ці екосистеми з боку інших країн.

## Історія
Термін "екологічний борг" вперше з'явився у 1985 році, в жовтому буклеті з назвою "Жінки в русі", зробленому німецькою екофеміністкою Євою Кісторп і виданою Партією зелених у Німеччині в 1985 році. Робота була призначена для використання на семінарі, який вона висловила на тему «Жінки, мир і екологія» у Найробі під час Конференції ООН з жінок (перший подібний семінар). 
У 1992 році термін знову з'явився в двох репортажах, опублікованих у різних місцях світу: “ Deuda ecológica ” від Роблето і Марсело в Чилі та “ Miljöskulden ” від Джернельова у Швеції. 
Звіт Роблето і Марсело, опубліковані критичною громадською організацією Instituto де Ecologia Politica (МЕП),  що оприлюднив політичну і громадську відповідь на глобальні екологічні переговори, що трапляються під час саміту в Ріо. Це проливає світло на дебати, що відбуваються в Латинській Америці з 1980-х років, про критичну спадщину природи, яка була спожита і не повернута (тобто екологічний борг). 
З іншого боку, метою доповіді Джернельова була розрахунок шведського боргу для майбутнього покоління і призначений для служби на національному рівні для шведської екологічної консультації . Незважаючи на те, що останній мав менший світовий вплив у дискусії концепції, важливо зазначити, що обидва звіти мають протилежний підхід до розгляду екологічного боргу: у звіті Роблето та Марсело це символічно виражається, зосереджуючись на моральних та політичних аспектах, у той час як звіт Джернельова намагається кількісно оцінити та монетизувати його в економічному плані. 
У 1994 році колумбійський юрист Борреро написав книгу про екологічний борг " La deuda ecológica. Testimonio de una reflexión".  Вона посилалася на екологічні зобов'язання північних країн за надлишкове виробництво парникових газів на душу населення, історично і в даний час. Потім цю концепцію повторно використали деякі екологічні організації з Глобального Півдня . Кампанії з екологічної заборгованості були розпочаті з 1997 року Accion Ecologica Еквадору та Friends of the Earth . 
Загалом, рух екологічної заборгованості народився в результаті зближення трьох основних факторів протягом 80-х - 90-х років: 1) наслідки боргової кризи в 70-х роках через шоки Волькера або різкого підвищення процентних ставок (за якими слідують структурні) коригування, внесені США для вирішення стагфляції в 1981 році, і, таким чином, посилення країн із заборгованості третього світу в неможливу ситуацію щодо погашення боргу); 2) підвищення рівня екологічної обізнаності, як це було показано раніше (активісти та НУО, що беруть участь у саміті в Ріо в 1992 році); 3) збільшення визнання насильства, викликаного колоніалізмом протягом багатьох років  (вимога визнання становить понад 500 років, оскільки Колумб прибув до Північної Америки ). 
У 2009 році екофеміністська науковиця Арієль Салле пояснила, як капіталістичні процеси, що діють у глобальній Півночі, одночасно експлуатують природу і людей, в кінцевому підсумку підтримуючи великий екологічний борг у своїй статті "Екологічний борг: втілений борг".  На Саміті Землі в Ріо-де-Ріо в 1992 році політики та корпоративні лідери глобальної Півночі запровадили передбачуване рішення для зовнішньої боргової кризи на глобальному Півдні.  Вони запропонували «заборгованість за природний обмін», що по суті означає, що ті країни, які мають багаті біорізноманіття та екологічні ресурси, нададуть країнам глобальної Північі, в обмін на зм.еншення борга Світового банку.
Феміністські екологині, активісти з корінних народів і селяни з Глобального Півдня повідомили, що  країни Глобальної Півночі набагато більше зобов'язані першим країнам.  Салле виправдала це, пояснюючи, як 500-річний процес колонізації, що включає видобуток ресурсів, викликав величезний збиток і руйнування екосистеми Глобального Півдня.  Аналізуючи вартість викидів парникових газів створених лише розвинутими країнами Глобальної Півночі, вчені Національної академії наук США стверджують, що багаті країни нав'язали зміни клімату на розвинуті населення, що значно переважає зовнішній борг бідних країн.  Всі погіршення навколишнього середовища складають екологічний борг, захоплюючи ресурси для існування людей на Глобальному Півдні.   
У 2009 році також Ендрю Сіммс використав екологічний борг з біофізичної точки зору і визначив його як споживання ресурсів з екосистеми, що перевищує регенеративну здатність системи.  Це спостерігається, зокрема, у невідновлюваних ресурсах, де споживання випереджає виробництво. У загальному сенсі в його роботі, це відноситься до виснаження глобальних ресурсів за межами здатності Землі до їх регенерації. Концепція в цьому сенсі заснована на біофізичній здатності екосистеми. Через вимірювання екологічних слідів людське суспільство може визначити швидкість, з якою вона виснажує природні ресурси. Зрештою, імператив стійкості вимагає від людського суспільства жити в межах екологічної системи, щоб підтримувати життя в довгостроковій перспективі. Екологічна заборгованість є особливістю нестійких економічних систем. 

## Політичний вимір

### Історичний контекст
Було багато дебатів щодо поняття екологічного боргу, і це пояснюється головним чином тим, що концепція виникає внаслідок різних соціальних рухів у відповідь на несправедливого розподілу наслідків зміни клімату на навколишнє середовище та життєдіяльність людей. 
Зокрема, Салле показала, як екологічна заборгованість, що проявляється в руйнуванні навколишнього середовища та пов'язана зі зміною клімату Півночі, стала можливою завдяки процесам модернізації та капіталізму.  Піднесення поділу природи-культури, яке виникло внаслідок швидкої індустріалізації, є досконалою ілюстрацією дуалізму людини і природи, в якому людина має центральну роль над усім іншим. Поняття про те, що люди вбудовані в екосистему, в якій вони живуть, має вирішальне значення для дисципліни політичної екології. 
У політичній екології, яка поєднує природу та економіку, екологічна заборгованість має вирішальне значення, оскільки вона визнає, що колонізація не тільки призвела до втрати культури, способу життя та мови для корінних народів, але й сформувала світову економіку в одну, що монетизує та переробляє навколишнє середовище.  Наприклад, коли колонізація Південної Америки сталася понад 500 років тому, європейські поселенці принесли з собою свої євроцентричні цінності, вважаючи себе кращими і, отже, мають право на знання корінного народу і землю, на якій вони жили. У сприйнятому постколоніальному світі великі корпорації та західні уряди, як правило, представляють рішення до глобального потепління, привласнюючи природу і сподіваючись отримати від неї прибуток.  Таке ставлення створило умови для глобального потепління, що розширювало екологічний слід розвинутих країн, одночасно створюючи екологічний борг до високого рівня, що повністю позбавив країни Глобального Півдня від фінансового зобов`язання. 
Під час Саміту Землі в Ріо в 1992 році, учасники НУО створили Договір про борги, а саме документ, який збирає всю інформацію для кращого визначення концепції екологічного боргу. Вони вимагали компенсації за збитки протягом останніх 500 років (1992- це рік рівно через 500 років після прибуття Колумба в Північну Америку). Це був перший поштовх назад, змінюючи тенденцію, але він залишався як проект документу, не визнаного міжнародними інституціями або провідними країнами того часу. 

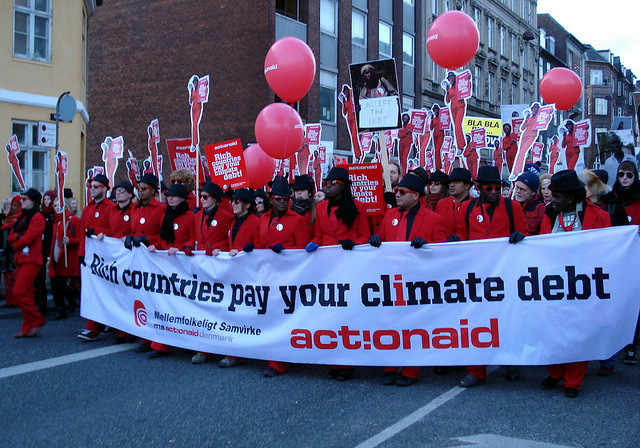
Демонстрація Допомоги Дій під час Кліматичного саміту у Копенгагені у 2009 році

### Сьогодні
У 2000-х роках було створено та продовжують існувати дві організації: Альянс екологічних боргів південних народів (SPEDCA), [Архівовано 20 серпня 2018 у Wayback Machine.] який є мережею кредиторів, що розпочали кампанію з визнання екологічної заборгованості, та Європейська мережа визнання екологічного боргу (ENRED) - це мережа боржників. 
Під час Кліматичного самміту у Копенгагені у грудні 2009 року деякі уряди країн, що розвиваються, або країни, що найбільш вразливі до наслідків зміни клімату (наприклад, Болівія, Мавританія, Чад або острівні країни, як Мальдіви чи Гаїті), стверджують, що принцип спільної відповідальності вимагає, щоб розвинені країни  (наприклад, США, деякі Європейські країни, Китай) виходять за межі пожертвувань або адаптаційних кредитів і роблять репарації, які визнають екологічний борг за надлишкові викиди протягом декількох десятиліть. Головний посол Сполучених Штатів Тодд Штерн категорично відкинув аргументи дипломатів з нерозвинутих країн, що Сполучені Штати заборгували велике забов'язання. 
КС 21 в Парижі принесла незначний прогрес із збільшенням фінансової допомоги країнам, що розвиваються. Мета полягала у підготовці майбутніх заходів для адаптації до зміни клімату і врахування втрат і збитків (особливо переміщених осіб ) деяких країн, але не було прийнято ніяких реальних дій на практиці: не було визнано обов'язків, але лише рекомендацій. 

## Розрахунки

### Кліматичний борг
Обговорюючи екологічний борг, кліматична заборгованість є єдиним прикладом наукової спроби кількісного визначення боргу. Вона включає в себе два різних елементи:  
1. заборгованість з адаптації, яка є витратою громадам на адаптацію до кліматичних збитків, які вони не несуть;
2. борг споживання або борг емісії, що є компенсацією за викиди вуглецю в даний час.

### Вираховування
Академічна робота з розрахунків екологічного боргу надійшла пізніше. Стаття, опублікована в 2008 році, розглядала розподіл екологічних наслідків для різних видів діяльності людини.  Дослідження також проводилися на регіональному рівні в межах країн, наприклад, в Оріссі в Індії. 
Розрахунок екологічного боргу передбачає різні аспекти, пов'язані з політичною екологією . При розрахунку кількості викидів, деякі дослідники ігнорують нерівності викидів з минулого, тоді як інші вважають історичну відповідальність важливою. 
У 2000 році Ноймейер підрахував, що він назвав «історичною заборгованістю за викиди», яка полягає у різниці викидів фактичних історичних викидів (з конкретної дати в минулому) і рівних викидів на душу населення (поточні викиди). 
Теоретично, можливо покласти гроші на екологічну заборгованість шляхом розрахунку вартості екологічних та соціальних зовнішніх факторів, пов'язаних з вилученням історичних ресурсів, та додавання оціночної вартості для частки глобальних проблем забруднення, що виникають у бідних країнах у результаті вищиго рівня споживання у розвинутих країнах.  Це включає в себе зусилля по оцінці зовнішніх витрат, пов'язаних зі зміною клімату. 
У 2015 році Метьюз запропонував метод розрахунку екологічного боргу, розглянувши накопичені «вуглецеві борги» для кожної країни.  Модель використовує історичні оцінки викидів CO 2 національного викопного палива  та населення з 1960 року. Крім того, він проводить порівняння між щорічними змінами температури викидів вуглеця кожної країни порівняно з пропорційною зміною температури частки кожної країни у світі (цього ж року). Це дає накопичені кредити і борги, пов'язані з більшим діапазоном викидів, і отримані «кліматичні борги» будуть різницею між фактичною зміною температури (викликаної кожною країною) та їхньою часткою в розрахунку на душу населення глобальної зміни температури. 
Інші вчені запропонували інший метод - підхід до "модифікованих рівних акцій", який би враховував основні потреби кожної країни і міг би зважувати кожну частку викидів.  Однак такий підхід призводить до потенційних етичних і політичних труднощів для кількісного визначення того, що є рівний розподіл.   

## Ключові дебати
Хоча країни, що розвиваються, брали участь у збільшенні викидів вуглецю, ситуація стосовно, хто найбільше постраждав від забруднення, залишається неврівноваженою між розвинутими і нерозвинутими країнами. 
Недавні дослідження екологічного боргу більше зосереджені на підтемах як поняття історичної відповідальності  (чи вважається країна етично відповідальною або відповідальною за викиди вуглецю до 1990 року, тобто коли глобальне потепління було загальновизнаним), кліматична заборгованість (див. вищезгадані розділи), труднощі при вирішенні питання про початок підрахунку минулих викидів  так як це обговорення сповільнює виконання програм та правове і політичне освячення боргу через договори. 
Нинішні ключові дебати зосереджують увагу на тому, як повертається борг. По-перше, деякі академічні установи наполягали на скасуванні фінансової заборгованості, замість того, щоб платити за екологічний збиток, а потім повернути національний фінансовий борг країни. Проте, фінансові борги навіть не погоджувалися людьми (особливо в країнах, що розвиваються), назвавши його несправедливим "боргом Волкера". Прийняття цього варіанту може мати ризик легітимізації кредитів для цих фінансових боргів.  Другим запропонованим рішенням є гарантія базового доходу (BIG) або універсальний основний дохід. Вона складається з регулярних грошових виплат кожному в громаді (або країні), що довело певну ефективність в деяких місцях по всьому світу (як Намібія). 
Ще одна дискусія стосується того факту, що екологічна заборгованість ризикує «товарною природою», виснажуючи екосистемні послуги. Дослідники вирішили цей ризик, показавши, як він розширить схильність до об'єктивізації, монетизації і, в кінцевому підсумку, до товарної природи.  Більше того, розуміння боргу, виплат, кредитів у розумінні розвинутих країн в основному орієнтована на визнання правопорушень, але не оплату за втрату послуг. 

## Ресурси

### Книги
- Екологічний борг: здоров'я планети і багатство народів [Архівовано 20 січня 2022 у Wayback Machine.], Ендрю Сіммс, книги Плутона, 2005
- Ларкін, Емі (2013). Екологічний борг: приховані витрати зміни глобальної економіки ISBN 9781137278555

### Звіти
- Екологічний борг. [Архівовано 11 березня 2017 у Wayback Machine.] Історія, значення та актуальність для екологічної справедливості, Warlenius, R. et al., 2015 [Архівовано 11 березня 2017 у Wayback Machine.]
- J. Timmons Roberts і Bradley C. Parks (2009). "Екологічно нерівний обмін, екологічний борг та кліматична юстиція: історія та наслідки трьох пов'язаних ідей для нового соціального руху". Міжнародний журнал порівняльної соціології . 50 (3–4): 381–408. doi : 10.1177 / 0020715209105147 .
- Відносини Північ-Південь та Екологічний борг: Ствердження контр-гегемонічного дискурсу, Критична соціологія, 2009, VOL 35 (2); стор. 225-252 [Архівовано 1 лютого 2013 у Archive.is]
- На шляху до рівня гри, відшкодування екологічного боргу або створення екологічного простору: три історії про міжнародне екологічне співробітництво, Osgoode Hall Law Journal, 2005, VOL 43; NUMB 1/2, стор. 137-170[недоступне посилання з травня 2019]
- Розробка концепції екологічного боргу, Центр сталого розвитку, Гентський університет, 2004
- Кредит Там, де він є: Екологічний проект освітнього боргу, друзі Землі Шотландії, 2003
- Хто зобов'язаний ?: Зміна клімату, борг, справедливість і виживання, Christian Aid, 1999